# Los Angeles Times Book Prize

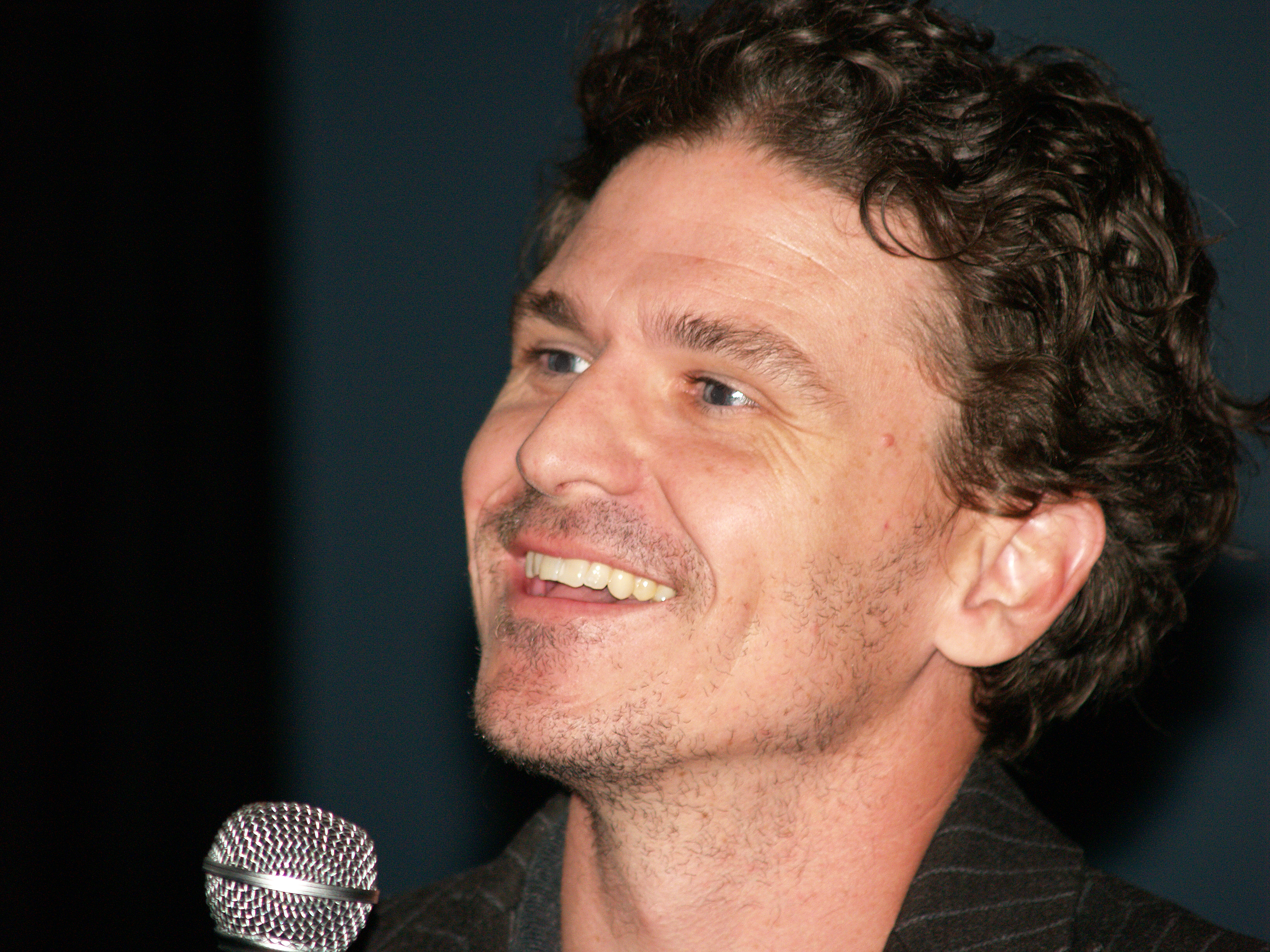
Dave Eggers, double lauréat du prix en 2009

Le Los Angeles Times Book Prize est une série de prix littéraires attribués annuellement à certains livres par le Los Angeles Times depuis 1980. Ces prix « sont répartis en neuf catégories de titre unique : biographie, actualité, fiction, première fiction (le Art Seidenbaum Award ajouté en 1991), Histoire, roman policer/thriller (catégorie ajoutée en 2000), poésie, science et technologie (catégorie ajoutée en 1989), et fiction pour la jeunesse (catégorie ajoutée en 1998). En outre, le Robert Kirsch Award est décerné chaque année à un auteur vivant ayant un lien important avec l'Ouest américain, dont la contribution aux lettres américaines mérite une reconnaissance particulière ».
Ce programme de prix littéraires a été fondé par Art Seidenbaum, un éditeur du Times Book de 1978 à 1985. Le prix portant son nom a été ajouté un an après sa mort, en 1990. Les travaux sont admissibles au cours de l'année de leur première publication en anglais aux États-Unis, bien que l'anglais n'ait pas nécessairement à être la langue d'origine de l'œuvre. L'auteur de chaque livre récompensé reçoit une citation et 1 000 dollars.

## Lauréats

### Biographie
- 2021 : Burning Boy: The Life and Work of Stephen Crane de Paul Auster
- 2020 : Mad at the World: A Life of John Steinbeck de William Souder
- 2019 : Our Man: Richard Holbrooke and the End of the American Century de George Packer
- 2018 : Frederick Douglass: Prophet of Freedom de David W. Blight
- 2017 :  Henry David Thoreau : A life de Laura Walls
- 2016 : Hitler: Ascent, 1889-1939 de Volker Ullrich (Knopf)
- 2015 : Listening to Stone: The Art and Life of Isamu Noguchi de Hayden Herrera (Farrar, Straus and Giroux)
- 2014 : Napoleon: A Life de Andrew Roberts (Viking)
- 2013 : Bolivar: American Liberator de Marie Arana (Simon & Schuster)
- 2012 : The Passage of Power: The Years of Lyndon Johnson de Robert Caro (Knopf)
- 2011 : Clarence Darrow: Attorney for the Damned de John A. Farrell (Doubleday)
- 2010 : Unbroken: A World War II Story of Survival, Resilience, and Redemption de Laura Hillenbrand (Random House)
- 2009 : Dorothea Lange: A Life Beyond Limits de Linda Gordon (W. W. Norton & Company)
- 2008 : Ida: A Sword Among Lions: Ida B. Wells and the Campaign Against Lynching de Paula J. Giddings (Amistad/HarperCollins)
- 2007 : Young Stalin de Simon Sebag Montefiore (Knopf)
- 2006 : Walt Disney: The Triumph of the American Imagination de Neal Gabler (Alfred A. Knopf)
- 2005 : Matisse the Master: A Life of Henri Matisse, the Conquest of Colour, 1909-1954 de Hilary Spurling, (Knopf)
- 2004 : de Kooning: An American Master de Mark Stevens et Annalyn Swan (Knopf)
- 2003 : American Empire: Roosevelt’s Geographer and the Prelude to Globalization de Neil Smith (University of California Press)
- 2002 : Master of the Senate: The Years of Lyndon Johnson, Vol. 3 de Robert Caro (Knopf)
- 2001 : Theodore Rex de Edmund Morris (Random House)
- 2000 : Jefferson Davis, American de William J. Cooper, Jr. (Knopf)
- 1999 : Secrets of the Flesh: A Life of Colette de Judith Thurman (Knopf)
- 1998 : Lindbergh de A. Scott Berg (Putnam's)
- 1997 : Whittaker Chambers: A Biography de Sam Tanenhaus (Random House)
- 1996 : Les Cendres d'Angela de Frank McCourt (Scribner)
- 1995 : Under My Skin: Volume One of My Autobiography, to 1949 de Doris Lessing (HarperCollins)
- 1994 : Shot in the Heart de Mikal Gilmore (Doubleday)
- 1993 ; Daniel Boone: The Life and Legend of an American Pioneer de John Mack Faragher (Henry Holt & Company)
- 1992 : Eleanor Roosevelt: Volume One 1884-1993 de Blanche Wiesen Cook (Viking Books)
- 1991 : Righteous Pilgrim: The Life and Times of Harold L. Ickes, 1874-1952 de T.H. Watkins (Henry Holt)
- 1990 : A First-Class Temperament: The Emergence of Franklin Roosevelt de Geoffrey C. Ward (Harper & Row)
- 1989 : This Boy's Life: A Memoir de Tobias Wolff (Atlantic Monthly Press)
- 1988 : Nora: The Real Life of Molly Bloom de Brenda Maddox (Houghton Mifflin)
- 1987 : Hemingway de Kenneth S. Lynn (Simon & Schuster)
- 1986 : Alexander Pope: A Life de Maynard Mack (W.W. Norton)
- 1985 : Solzhenitsyn de Michael Scammell (W.W. Norton)
- 1984 : The Nightmare of Reason de Ernst Pawel (Farrar, Straus and Giroux)
- 1983 : The Price of Power: Kissinger in the Nixon White House de Seymour Hersh (Summit Books)
- 1982 : Waldo Emerson: A Biography de Gay Wilson Allen (Viking)
- 1981 : Mornings on Horseback de David McCullough (Simon & Schuster)
- 1980 : (Le prix de la biographie inclus dans le prix d'histoire jusqu'en 1980)

### Thèmes contemporains
- 2021 : Midnight in Washington: How We Almost Lost Our Democracy and Still Could de Adam Schiff
- 2020 : Caste: The Origins of Our Discontents de Isabel Wilkerson
- 2019 : Charged: The New Movement to Transform American Prosecution and End Mass Incarceration de Emily Bazelon

- 2018 : The Line Becomes a River: Dispatches From the Border de Francisco Cantu
- 2017 : Democracy in Chains: The Deep History of the Radical Right’s Stealth Plan for America de Nancy MacLean
- 2016 : Secondhand Time: The Last of the Soviets de Svetlana Alexievich traduit par Bela Shayevich (Random House)
- 2015 : Thieves of State: Why Corruption Threatens Global Security de Sarah Chayes (W.W. Norton and Company)
- 2014 : The Short and Tragic Life of Robert Peace: A Brilliant Young Man Who Left Newark for the Ivy League de Jeff Hobbs (Scribner)
- 2013 : Five Days at Memorial: Life and Death in a Storm-Ravaged Hospital de Sheri Fink (Crown)
- 2012 : Behind the Beautiful Forevers: Life, Death, and Hope in a Mumbai Undercity de Katherine Boo (Random House)
- 2011 : Thinking, Fast and Slow de Daniel Kahneman (Farrar, Straus and Giroux)
- 2010 : The Big Short: Inside the Doomsday Machine de Michael Lewis (W. W. Norton & Company)
- 2009 : Zeitoun de Dave Eggers (McSweeney’s Books)
- 2008 : Angler: The Cheney Vice Presidency de Barton Gellman (The Penguin Press)
- 2007 : Soldier's Heart: Reading Literature Through Peace and War at West Point d'Elizabeth D. Samet (Farrar, Straus and Giroux)
- 2006 : Murder in Amsterdam: The Death of Theo van Gogh and the Limits of Tolerance de Ian Buruma (Penguin Press)
- 2005 : Night Draws Near: Iraq's People in the Shadow of America's War, de Anthony Shadid (Henry Holt)
- 2004 : Generation Kill: Devil Dogs, Iceman, Captain America and the New Face of American War de Evan Wright (G.P. Putnam’s Sons)
- 2003 : The New Chinese Empire -- And What It Means for the United States de Ross Terrill (Basic Books)
- 2002 : Harmful to Minors: The Perils of Protecting Children from Sex de Judith Levine (University of Minnesota Press)
- 2001 : Nickel and Dimed: On (Not) Getting de in America de Barbara Ehrenreich (Metropolitan Books, an imprint of Henry Holt and Company)
- 2000 : Way Out There in the Blue: Reagan, Star Wars and the End of the Cold War de Frances FitzGerald (Simon & Schuster)
- 1999 : Sidewalk (avec des photographies d'Ovie Carter) de Mitchell Duneier (Farrar, Straus and Giroux)
- 1998 : We Wish to Inform You That Tomorrow We Will Be Killed with Our Families: Stories from Rwanda de Philip Gourevitch (Farrar, Straus and Giroux)
- 1997 : The Spirit Catches You and You Fall Down: A Hmong Child, Her American Doctors, and the Collision of Two Cultures de Anne Fadiman (Farrar, Straus and Giroux)
- 1996 : Love Thy Neighbor: A Story of War de Peter Maass (Alfred A. Knopf)
- 1995 : Life on the Color Line: The True Story of a White Boy Who Discovered He Was Black de Gregory Howard Williams (Dutton)
- 1994 : Diplomacy de Henry Kissinger (Simon & Schuster)
- 1993 : Mexican Americans: The Ambivalent Minority de Peter Skerry (The Free Press)
- 1992 : La Fin de l'histoire et le Dernier Homme de Francis Fukuyama (The Free Press)
- 1991 : Why Americans Hate Politics: The Death of the Democratic Process de E.J. Dionne, Jr. (Simon & Schuster)
- 1990 : Disappearing through the Skylight: Culture and Technology in the Twentieth Century d'O.B. Hardison, Jr. (Viking)
- 1989 : Parting the Waters: America in the King Years, 1954-1963 de Taylor Branch (Simon & Schuster)
- 1988 : Secrets of the Temple: How the Federal Reserve Runs the Country de William Greider (Simon & Schuster)
- 1987 : The Blind Watchmaker de Richard Dawkins (W.W. Norton)
- 1986 : Move Your Shadow: South Africa, Black and White de Joseph Lelyveld (Times Books)
- 1985 : Habits of the Heart: Individualism and Commitment in American Life de Robert N. Bellah, Richard Madsen, William M. Sullivan, Ann Swidler et Steven M. Tipton (University of California Press)
- 1984 : Cities and the Wealth of Nations de Jane Jacobs (Random House)
- 1983 : Lost in the Cosmos de Walker Percy (Farrar, Straus and Giroux)
- 1982 : The Fate of the Earth de Jonathan Schell (Alfred A. Knopf)
- 1981 : Prisoner without a Name, Cell without a Number de Jacobo Timerman (Alfred A. Knopf)
- 1980 : Without Fear or Favor de Harrison Salisbury (New York Times Books) [Winner of the General Award—no Current Interest Award this year]

### Fiction
- 2021 : In the Company of Men de Véronique Tadjo
- 2020 : Frère d'âme (en anglais : At Night All Blood Is Black) de David Diop
- 2019 : The Topeka School de Ben Lerner
- 2018 : The Great Believers de Rebecca Makkai
- 2017 : Exit West de Mohsin Hamid
- 2016 : Imagine Me Gone de Adam Haslett (Little, Brown and Company)
- 2015 : The Story of My Teeth de Valeria Luiselli (Coffee House Press)
- 2014 : The Blazing World de Siri Hustvedt (Simon & Schuster)
- 2013 : A Tale for the Time Being de Ruth Ozeki (Viking)
- 2012 : Billy Lynn's Long Halftime Walk de Ben Fountain (HarperCollins Publishers / Ecco)
- 2011 : Luminarium de Alex Shakar (SoHo Press)
- 2010 : Qu'avons-nous fait de nos rêves ? de Jennifer Egan (Knopf)
- 2009 : A Happy Marriage, de Rafael Yglesias (Scribner)
- 2008 : Home de Marilynne Robinson (Farrar, Strauss and Giroux)
- 2007 : Be Near Me de Andrew O'Hagan (Harcourt)
- 2006 : A Woman in Jerusalem [traduit de l'hébreu par Hillel Halkin] de Avraham Yehoshua (Harcourt)
- 2005 : Mémoire de mes putains tristes de Gabriel García Márquez, traduit de l'espagnol par Edith Grossman (Alfred A. Knopf)
- 2004 : The Master de Colm Tóibín (Scribner)
- 2003 : Train: A Novel de Pete Dexter (Doubleday)
- 2002 : Expiation: A Novel de Ian McEwan (Nan A. Talese/Doubleday)
- 2001 : Why Did I Ever de Mary Robison (Counterpoint)
- 2000 : Assorted Fire Events: Stories de David Means (Context Books)
- 1999 : Freedom Song: Three Novels de Amit Chaudhuri (Alfred A. Knopf)
- 1998 : The Rings of Saturn de W.G. Sebald [Traduit de l'allemand par Michael Hulse] (New Directions)
- 1997 : In the Rogue Blood de James Carlos Blake (Avon Books)
- 1996 : L'Équilibre du monde de Rohinton Mistry (Alfred A. Knopf)
- 1995 : The Blue Afternoon de William Boyd (Alfred A. Knopf)
- 1994 : Remembering Babylon de David Malouf (Pantheon Books)
- 1993 : Pigs in Heaven de Barbara Kingsolver (HarperCollins)
- 1992 : Maus II, A Survivor's Tale: And Here My Troubles Began de Art Spiegelman (Pantheon Books)
- 1991 : White People de Allan Gurganus (Alfred A. Knopf)
- 1990 : Lantern Slides de Edna O'Brien (Farrar, Straus and Giroux)
- 1989 : The Heart of the Country de Fay Weldon (Viking)
- 1988 : L'Amour aux temps du choléra de Gabriel García Márquez (Alfred A. Knopf)
- 1987 : Fools Crow de James Welch (Viking)
- 1986 : La Servante écarlate de Margaret Atwood (Houghton Mifflin)
- 1985 : Love Medecine de Louise Erdrich (Holt, Rinehart and Winston)
- 1984 : L'Insoutenable Légèreté de l'être de Milan Kundera (Harper & Row)
- 1983 : La Liste de Schindler de Thomas Keneally (Simon & Schuster)
- 1982 : Un pavois pour l'aurore de Robert Stone (Alfred A. Knopf)
- 1981 : L’Hôtel blanc de D.M. Thomas (Viking)
- 1980 : Les Signes de l’Apocalypse de Walker Percy (Farrar, Straus and Giroux)

### Histoire
- 2020 : Vanguard: How Black Women Broke Barriers, Won the Vote, and Insisted on Equality for All de Martha S. Jones
- 2019 : They Were Her Property: White Women as Slave Owners in the American South de Stephanie Jones-Rogers
- 2018 : Travelers in the Third Reich: The Rise of Fascism: 1919–1945 de Julia Boyd
- 2017 : The Death and Life of the Great Lakes de Dan Egan
- 2016 : An American Genocide: The United States and the California Indian Catastrophe, 1846-1873 de Benjamin Madley (Yale University Press)
- 2015 : Killing a King: The Assassination of a Yitzhak Rabin and the Remaking of Israel de Dan Ephron (W.W. Norton and Company)
- 2014 : The Deluge: The Great War, America and the Remaking of the Global Order, 1916-1931 de Adam Tooze (Viking)
- 2013 : The Sleepwalkers: How Europe Went to War in 1914 de Christopher Clark (HarperCollins)
- 2012 : America's Great Debate: Henry Clay, Stephen A. Douglas, and the Compromise That Preserved the Unionde Fergus M. Bordewich (Simon & Schuster)
- 2011 : Railroaded: The Transcontinentals and the Making of Modern America de Richard White (W.W. Norton & Company)
- 2010 : The Killing of Crazy Horse de Thomas Powers (Knopf)
- 2009 : Golden Dreams: California in an Age of Abundance 1950–1963 de Kevin Starr (Oxford University Press)
- 2008 : Hitler’s Empire: How the Nazis Ruled Europe de Mark Mazower (The Penguin Press)
- 2007 : Legacy of Ashes: The History of the CIA de Tim Weiner (Doubleday)
- 2006 : The Looming Tower: Al-Qaeda and the Road to 9/11 de Lawrence Wright (Alfred A. Knopf)
- 2005 : Bury the Chains: Prophets and Rebels in the Fight to Free an Empire's Slaves de Adam Hochschild (Houghton Mifflin)
- 2004 : Perilous Times: Free Speech in Wartime from the Sedition Act of 1798 to the Guerre contre le terrorisme de Geoffrey R. Stone (W.W. Norton & Company)
- 2003 : An Imperfect God: George Washington, His Slaves, and the Creation of America de Henry Wiencek (Farrar, Straus and Giroux)
- 2002 : Six Days of War: June 1967 and the Making of the Modern Middle East de Michael Oren (Oxford University Press)
- 2001 : Before the Storm: Barry Goldwater and the Unmaking of the American Consensus de Rick Perlstein (Hill and Wang Division, Farrar, Straus and Giroux)
- 2000 : The Collaborator: The Trial and Execution of Robert Brasillach de Alice Kaplan (University of Chicago Press)
- 1999 : Embracing Defeat: Japan in the Wake of World War II de John W. Dower (W.W. Norton)
- 1998 : The Greatest Benefit to Mankind: A Medical History of Humanity de Roy Porter (W.W. Norton)
- 1997 : A People's Tragedy: A History of the Russian Revolution de Orlando Figes (Viking)
- 1996 : Black Sea de Neal Ascherson (Hill & Wang)
- 1995 : Fables of Abundance: A Cultural History of Advertising in America de Jackson Lears (Basic Books)
- 1994 : Gay New York: Gender, Urban Culture, and the Making of the Gay Male World, 1890-1940 de George Chauncey (Basic Books)
- 1993 : New Worlds, Ancient Texts: The Power of Tradition and the Shock of Discovery de Anthony Grafton (Harvard University Press)
- 1992 : Benevolence and Betrayal: Five Italian Jewish Families under Fascism de Alexander Stille (Summit)
- 1991 : The Promised Land: The Great Black Migration and How It Changed America de Nicholas Lemann (Alfred A. Knopf)
- 1990 : The Quest for El Cid de Richard Fletcher (Alfred A. Knopf)
- 1989 : An Empire of Their Own: How the Jews Invented Hollywood de Neal Gabler (Crown Books)
- 1988 : Reconstruction: America's Unfinished Revolution, 1863-1877 de Eric Foner (Harper & Row)
- 1987 : [Prix non attribué]
- 1986 : The First Socialist Society: A History of the Soviet Union from Within de Geoffrey Hosking (Harvard University Press)
- 1985 : Son of the Morning Star: Custer and the Little Bighorn de Evan S. Connell (North Point Press)
- 1984 : The Great Cat Massacre and Other Episodes in French Cultural History de Robert Darnton (Basic Books)
- 1983 : The Wheels of Commerce de Fernand Braudel (Harper & Row)
- 1982 : The Gate of Heavenly Peace: The Chinese and Their Revolution, 1895-1980 de Jonathan D. Spence (Viking)
- 1981 : Land of Savagery/Land of Promise de Ray Allen Billington (W.W. Norton)
- 1980 : Walter Lippmann and the American Century de Ronald Steel (Atlantic/ Little Brown)

### Roman policier/thriller
- 2021 : The Turnout: A Novel de Megan Abbott
- 2020 : Blacktop Wasteland de S. A. Cosby
- 2019 : Your House Will Pay de Steph Cha
- 2018 : My Sister, the Serial Killer de Oyinkan Braithwaite
- 2017 : Un livre de martyrs américains de Joyce Carol Oates
- 2016 : Dodgers de Bill Beverly (Crown Publishing)
- 2015 : Cartel de Don Winslow (Alfred A. Knopf)
- 2014 : Dry Bones in the Valley de Tom Bouman (W.W. Norton & Company)
- 2013 : The Cuckoo's Calling de J. K. Rowling sous le pseudonyme de Robert Galbraith (Mulholland Books/Little, Brown & Company)
- 2012 : Broken Harbor de Tana French (Viking)
- 2011 : 22/11/63 de Stephen King (Scribner)
- 2010 : Crooked Letter, Crooked Letter de Tom Franklin (William Morrow)
- 2009 : The Ghosts of Belfast, de Stuart Neville (SOHO Press)
- 2008 : Envy the Night de Michael Koryta (Thomas Dunne Books/St. Martin's Minotaur)
- 2007 : The Indian Bride de Karin Fossum, traduction du Charlotte Barslund (Harcourt)
- 2006 : Echo Park de Michael Connelly
- 2005 : Legends de Robert Littell (Overlook Press)
- 2004 : Tijuana Straits de Kem Nunn (Scribner)
- 2003 : Soul Circus de George P. Pelecanos (Little, Brown)
- 2002 : Tout se paye (Hell to Pay) de George P. Pelecanos (Little, Brown and Company)
- 2001 : Silent Joe de T. Jefferson Parker (Hyperion)
- 2000 : A Place of Execution de Val McDermid (St. Martin's Press/Minotaur)
- 1999 : [Prix créé en 2000]

### Science et technologie
- 2021 :  The Disordered Cosmos: A Journey into Dark Matter, Spacetime, and Dreams Deferred de Chanda Prescod-Weinstein
- 2020 : The Smallest Lights in the Universe: A Memoir de Sara Seager
- 2019 : Figuring de Maria Popova
- 2018 : Dopesick: Dealers, Doctors, and the Drug Company That Addicted America de Beth Macy
- 2017 : Behave: The Biology of Humans at Our Best and Worst de Robert Sapolsky
- 2016 : Patient H.M.: A Story of Memory, Madness, and Family Secrets de Luke Dittrich (Random House)
- 2015 : The Invention of Nature: Alexander von Humboldt's New World de Andrea Wulf (Alfred A. Knopf)
- 2014 : The Sixth Extinction: An Unnatural History de Elizabeth Kolbert (Henry Holt & Co)
- 2013 : Countdown: Our Last, Best Hope for a Future on Earth? de Alan Weisman (Little, Brown & Company)
- 2012 : Breasts: A Natural and Unnatural History de Florence Williams (W.W. Norton & Company)
- 2011 : Grand Pursuit: The Story of Economic Genius de Sylvia Nasar (Simon & Schuster)
- 2010 : The Price of Altruism: George Price and the Search for the Origins of Kindness de Oren Harman (W. W. Norton & Company)
- 2009 : The Strangest Man: The Hidden Life of Paul Dirac, Mystic of the Atom de Graham Farmelo (Basic Books/Perseus Book Group)
- 2008 : The Black Hole War: My Battle with Stephen Hawking to Make the World Safe for Quantum Mechanics de Leonard Susskind (Little, Brown and Company)
- 2007 : I Am a Strange Loop de Douglas Hofstadter (Basic Books)
- 2006 : In Search of Memory: The Emergence of a New Science of Mind de Eric R. Kandel (W.W. Norton)
- 2005 : Before the Fallout: From Marie Curie to Hiroshima de Diana Preston (Walker & Company)
- 2004 : The Whale and the Supercomputer: On the Northern Front of Climate Change de Charles Wohlforth (North Point Press / Farrar, Straus and Giroux)
- 2003 : Protecting America’s Health: The FDA, Business, and One Hundred Years of Regulation de Philip J. Hilts (Alfred A. Knopf)
- 2002 : Rosalind Franklin: The Dark Lady of DNA de Brenda Maddox (HarperCollins Publishers)
- 2001 : The Invention of Clouds: How an Amateur Meteorologist Forged the Language of the Skies de Richard Hamblyn (Farrar, Straus and Giroux)
- 2000 : The Rise and Fall of Modern Medicine de James Le Fanu, M.D. (Carroll & Graf)
- 1999 : Galileo's Daughter: A Historical Memoir of Science, Faith and Love de Dava Sobel (Walker and Company)
- 1998 : Blood: An Epic History of Medicine and Commerce de Douglas Starr (Alfred A. Knopf)
- 1997 : How the Mind Works de Steven Pinker (W.W. Norton)
- 1996 : The Demon-Haunted World: Science as a Candle in the Dark de Carl Sagan (Random House)
- 1995 : Naturalist de Edward O. Wilson (Island Press)
- 1994 : The Beak of the Finch: A Story of Evolution in Our Time de Jonathan Weiner (Alfred A. Knopf)
- 1993 : Logique floue: The Discovery of a Revolutionary Computer Technology -- and How It Is Changing Our World de Daniel McNeill et Paul Freiberger (Simon & Schuster)
- 1992 : Le Troisième chimpanzé, essai sur l'évolution et l'avenir de l'animal humain de Jared Diamond (HarperCollins)
- 1991 : The Truth About Chernobyl de Grigori Medvedev (Basic Books)
- 1990 : Patenting the Sun: Polio and the Salk Vaccine de Jane S. Smith (William Morrow)
- 1989 : Peacemaking among Primates de Frans de Waal (Harvard University Press)
- 1988 : [prix ajouté en 1989]

### Poésie
- 2021 : frank: sonnets de Diane Seuss
- 2020 : Obit de Victoria Chang
- 2019 : Deaf Republic: Poems de Ilya Kaminsky
- 2018 : Wild is the Wind: Poems de Carl Phillips
- 2017 : Incendiary Art: Poems de Patricia Smith
- 2016 : Gap Gardening: Selected Poems de Rosmarie Waldrop (New Directions)
- 2015 : From the New World: Poems 1976-2014 de Jorie Graham (Ecco/HarperCollins)
- 2014 : Citizen: An American Lyric de Claudia Rankine (Graywolf Press)
- 2013 : Collected Poems de Ron Padgett (Coffee House Press)
- 2012 : Poems 1962-2012 de Louise Glück (Farrar, Straus and Giroux)
- 2011 : Double Shadow: Poems de Carl Phillips (Farrar, Straus and Giroux)
- 2010 : Where I Live: New & Selected Poems 1990-2010 de Maxine Kumin (W. W. Norton & Company)
- 2009 : Practical Water de Brenda Hillman (Wesleyan University Press)
- 2008 : Watching the Spring Festival: Poems de Frank Bidart (Farrar, Straus and Giroux)
- 2007 : Old Heart: Poems de Stanley Plumly (W. W. Norton)
- 2006 : Ooga-Booga de Frederick Seidel (Farrar, Straus and Giroux)
- 2005 : Refusing Heaven: Poems de Jack Gilbert (Alfred A. Knopf)
- 2004 : Inner Voices: Selected Poems, 1963-2003 by Richard Howard (Farrar, Straus and Giroux)
- 2003 : Collected Later Poems de Anthony Hecht (Alfred A. Knopf)
- 2002 : The Watercourse: Poems de Cynthia Zarin (Alfred A. Knopf)
- 2001 : The Beauty of the Husband: A Fictional Essay in 29 Tangos de Anne Carson (Alfred A. Knopf)
- 2000 : The Throne of Labdacus de Gjertrud Schnackenberg (Farrar, Straus and Giroux)
- 1999 : Repair: Poems de C.K. Williams (Farrar, Straus and Giroux)
- 1998 : Mysteries of Small Houses de Alice Notley (Penguin Books)
- 1997 : Black Zodiac de Charles Wright (Farrar, Straus and Giroux)
- 1996 : Mixed Company de Alan Shapiro (The University of Chicago Press)
- 1995 : The Inferno of Dante de Robert Pinsky (Farrar, Straus and Giroux)
- 1994 : The Angel of History de Carolyn Forché (HarperCollins)
- 1993 : My Alexandria de Mark Doty (University of Illinois Press)
- 1992 : An Atlas of the Difficult World: Poems 1988-1991 de Adrienne Rich (W.W. Norton)
- 1991 : What Work Is de Philip Levine (Alfred A. Knopf)
- 1990 : The Color of Mesabi Bones de John Caddy (Milkweed)
- 1989 : The One Day: A Poem in Three Parts de Donald Hall (Ticknor & Fields/ Houghton Mifflin)
- 1988 : New and Collected Poems de Richard Wilbur (Harcourt Brace Jovanovich)
- 1987 : Partial Accounts: New and Selected Poems de William Meredith (Alfred A. Knopf)
- 1986 : Collected Poems, 1948-1984 de Derek Walcott (Farrar, Straus and Giroux)
- 1985 : Cross Ties de X.J. Kennedy (University of Georgia Press)
- 1984 : The Maximus Poems de Charles Olson (University of California Press)
- 1983 : The Changing Light at Sandover de James Merrill (Atheneum)
- 1982 : Plutonian Ode and Other Poems, 1977-1980 de Allen Ginsberg (City Lights)
- 1981 : Three Pieces de Ntozake Shange (St. Martin's Press)
- 1980 : Kill the Messenger de Robert Kelly (Black Sparrow)

### Littérature pour la jeunesse
- 2021 : A Sitting in St. James de Rita Williams-Garcia
- 2020 : Punching the Air de Yusef Salaam et Ibi Zoboi
- 2019 : When the Ground is Hard de Malla Nunn
- 2018 :The Poet X de Elizabeth Acevedo
- 2017 : Long Way Down de Jason Reynolds
- 2016 : The Lie Tree de Frances Hardinge (Harry N. Abrams)
- 2015 : My Seneca Village de Marilyn Nelson (Namelos)
- 2014 : The Family Romanov: Murder, Rebellion, and the Fall of Imperial Russia de Candace Fleming (Schwartz & Wade/Random House Children's)
- 2013 : Boxers and Saints de Gene Luen Yang (First Second/Macmillan)
- 2012 : Ask the Passengers de A.S. King (Little, Brown Books For Young Readers)
- 2011 : The Big Crunch de Pete Hautman (Scholastic Press)
- 2010 : A Conspiracy of Kings de Megan Whalen Turner (Greenwillow/HarperCollins)
- 2009 : Marching for Freedom: Walk Together Children and Don’t You Grow Weary de Elizabeth Partridge (Viking Children’s Books/Penguin Group)
- 2008 : Nation de Terry Pratchett (HarperCollins)
- 2007 : A Darkling Plain de Philip Reeve (Scholastic)
- 2006 : Tyrell de Coe Booth (Push / Scholastic)
- 2005 : You & You & You de Per Nilsson, traduit du suédois par Tara Chace (Front Street/Boyds Mills Press)
- 2004 : Doing It de Melvin Burgess (Henry Holt Books for Young Readers)
- 2003 : A Northern Light de Jennifer Donnelly (Harcourt Children’s Books)
- 2002 : Interface de M. T. Anderson (Candlewick Press)
- 2001 : The Land de Mildred D. Taylor (Phyllis Fogelman Books, Penguin Putnam)
- 2000 : Miracle's Boys de Jacqueline Woodson (G.P. Putnam's Sons, Penguin Putnam Books for Young Readers)
- 1999 : Frenchtown Summer de Robert Cormier (Delacorte Press)
- 1998 : Rules of the Road de Joan Bauer (G.P. Putnam's Sons)
- 1997 : [prix ajouté en 1998]

### Prix Art Seidenbaum pour la première œuvre de fiction
- 2021 : Brood: A Novel de Jackie Polzin
- 2020 : The Secret Lives of Church Ladies de Deesha Philyaw
- 2019 : The Old Drift de Namwali Serpell
- 2018 : Heads of the Colored People de Nafissa Thompson-Spires
- 2017 : Sour Heart de Jenny Zhang
- 2016 : Les Fantômes du vieux pays de Nathan Hill (Knopf)
- 2015 : The Fisherman de Chigozie Obioma (Little, Brown and Company)
- 2014 : Faces in the Crowd de Valeria Luiselli (traduit par by Christina MacSweeney) (Coffee House Press)
- 2013 : We Need New Names de NoViolet Bulawayo (Reagan Arthur Books)
- 2012 : Seating Arrangements de Maggie Shipstead (Knopf)
- 2011 : Shards de Ismet Prcic (Black Cat/Grove/Atlantic)
- 2010 : The House of Tomorrow de Peter Bognanni (Amy Einhorn Books/Putnam)
- 2009 : American Rust, de Philipp Meyer (Spiegel & Grau)
- 2008 : Finding Nouf de Zoë Ferraris (Houghton Mifflin Harcourt)
- 2007 : The Beautiful Things That Heaven Bears de Dinaw Mengestu (Riverhead)
- 2006 : White Ghost Girls de Alice Greenway (Black Cat / Grove/Atlantic)
- 2005 : Beasts of No Nation de Uzodinma Iweala (HarperCollins)
- 2004 : Harbor de Lorraine Adams (Alfred A. Knopf)
- 2003 : Le Bizarre Incident du chien pendant la nuit de Mark Haddon (Doubleday)
- 2002 : Prague de Arthur Phillips (Random House)
- 2001 : The Dark Room de Rachel Seiffert (Pantheon Books)
- 2000 : The Romantics de Pankaj Mishra (Random House)
- 1999 : Amy and Isabelle de Elizabeth Strout (Random House)
- 1998 : Kalimantaan de C. S. Godshalk (Henry Holt)
- 1997 : Don't Erase Me: Stories de Carolyn Ferrell (Houghton Mifflin)
- 1996 : The Smell of Apples de Mark Behr (St. Martin's)
- 1995 : American Studies de Mark Merlis (Houghton Mifflin)
- 1994 : The Year of the Frog de Martin M. Šimecka (Louisiana State University Press)
- 1993 : Love <Enter> de Paul Kafka (Houghton Mifflin)
- 1992 : High Cotton de Darryl Pinckney (Farrar, Straus and Giroux)
- 1991 : Pangs of Love de David Wong Louie (Alfred A. Knopf)
- 1990 : (Prix ajouté en 1991)

### Roman graphique
- 2021 : No One Else de  R. Kikuo Johnson
- 2020 : Apsara Engine de Bishakh Kumar Som
- 2019 : The Hard Tomorrow de Eleanor Davis
- 2018 : On A Sunbeam de Tillie Walden
- 2017 : Present de Leslie Stein
- 2016 : Beverly de Nick Drnaso (Drawn & Quarterly)
- 2015 : The Arab of the future A Childhood in the Middle East, 1978-1984: A Graphic Memoir de Riad Sattouf (Metropolitan Books)
- 2014 : The Love Bunglers de Jaime Hernandez (Fantagraphics Books)
- 2013 : Today is the Last Day of the Rest of Your Life de Ulli Lust (Fantagraphics)
- 2012 : Everything Together: Collected Stories de Sammy Harkham (PictureBox)
- 2011 : Finder: Voice de Carla Speed McNeil (Dark Horse)
- 2010 : Duncan the Wonder Dog: Show One de Adam Hines (Adhouse Books)
- 2009 : Asterios Polyp de David Mazzucchelli (Pantheon)

### Prix Robert Kirsch
- 2021 : Luis J. Rodriguez
- 2020 : Leslie Marmon Silko
- 2019 : Walter Mosley
- 2018 : Terry Tempest Williams
- 2017 : John Rechy
- 2016 : Thomas McGuane
- 2015 : Juan Felipe Herrera
- 2014 : T. C. Boyle
- 2013 : Susan Straight
- 2012 : Kevin Starr
- 2011 : Rudolfo Anaya
- 2010 : Beverly Cleary
- 2009 : Evan S. Connell
- 2008 : Robert Bernard Alter
- 2007 : Maxine Hong Kingston
- 2006 : William Kittredge
- 2005 : Joan Didion
- 2004 : Tony Hillerman
- 2003 : Ishmael Reed
- 2002 : Larry McMurtry
- 2001 : Tillie Olsen
- 2000 : Lawrence Ferlinghetti
- 1999 : Ursula K. Le Guin
- 1998 : John Sanford
- 1997 : Ray Bradbury
- 1996 : Gary Snyder
- 1995 : Stephen J. Pyne
- 1994 : Brian Moore
- 1993 : Carolyn See
- 1992 : Diane Johnson
- 1991 : Ken Kesey
- 1990 : Czeslaw Milosz
- 1989 : Karl Shapiro
- 1988 : Thom Gunn
- 1987 : Paul Horgan
- 1986 : Kay Boyle
- 1985 : Janet Lewis
- 1984 : Christopher Isherwood
- 1983 : M. F. K. Fisher
- 1982 : Ross Macdonald
- 1981 : Wright Morris
- 1980 : Wallace Stegner

### Innovator’s Award
- 2021 : Reginald Dwayne Betts
- 2020 : Book Industry Charitable Foundation
- 2019 : WriteGirl
- 2018 : Library of America
- 2017 : Glory Edim
- 2016 : Rueben Martinez
- 2015 : James Patterson
- 2014 : LeVar Burton
- 2013 : John Green
- 2012 : Margaret Atwood
- 2011 : Figment, self-publishing platform
- 2010 : Powell's Books, bookstore
- 2009 : Dave Eggers

### The Christopher Isherwood Prize for Autobiographical Prose
- 2021 : Real Estate: A Living Autobiography de Deborah Levy
- 2020 : Mayflies de Andrew O'Hagan
- 2019 : Black is the Body: Stories from My Grandmother's Time, My Mother's Time, and Mine de Emily Bernard
- 2018 : Heavy: An American Memoir de Kiese Laymon
- 2017 : The Hue and Cry at Our House: A Year Remembered de Benjamin Taylor
- 2016 : "They Can't Kill Us All": Ferguson, Baltimore, and a New Era in America's Racial Justice Movement

## Source de la traduction
- (en) Cet article est partiellement ou en totalité issu de l’article de Wikipédia en anglais intitulé « Los Angeles Times Book Prize » (voir la liste des auteurs).